# Tell Beit Mirsim
Tell Beit Mirsim – stanowisko archeologiczne na Zachodnim Brzegu, w okolicach Hebronu. Badania prowadził tam jako pierwszy William F. Albright. Zidentyfikował on to stanowisko z biblijnym miastem Debir, jednak debata naukowa w tej sprawie nie jest zakończona.
Osadnictwo ludzkie w tym miejscu sięga co najmniej końca III tysiąclecia p.n.e. W środkowej epoce brązu II A (początek II tysiąclecia p.n.e.) znajdowało się tam miasto otoczone szerokim murem z cegły, położonym na fundamencie kamiennym. W XVI w. p.n.e. zniszczone przez ekspedycję faraona Ahmose I. Później odbudowane i otoczone nowymi murami obronnymi. Zniszczone w XIII w. p.n.e., być może w związku z najazdem Ludów Morza. W późniejszym okresie widoczne są tu wpływy filistyńskie. W X wieku otoczone murem kazamatowym. Istnieje pogląd, że miasto zostało obwarowane przez króla Dawida i wchodziła w skład systemu umocnień przeciwko Filistynom. W królestwie Judy stanowiło jedno z pomniejszych ośrodków miejskich. Miasto zostało zniszczone podczas najazdu Sennacheryba na Judę.